# Mariä Heimsuchung (Burglahr)

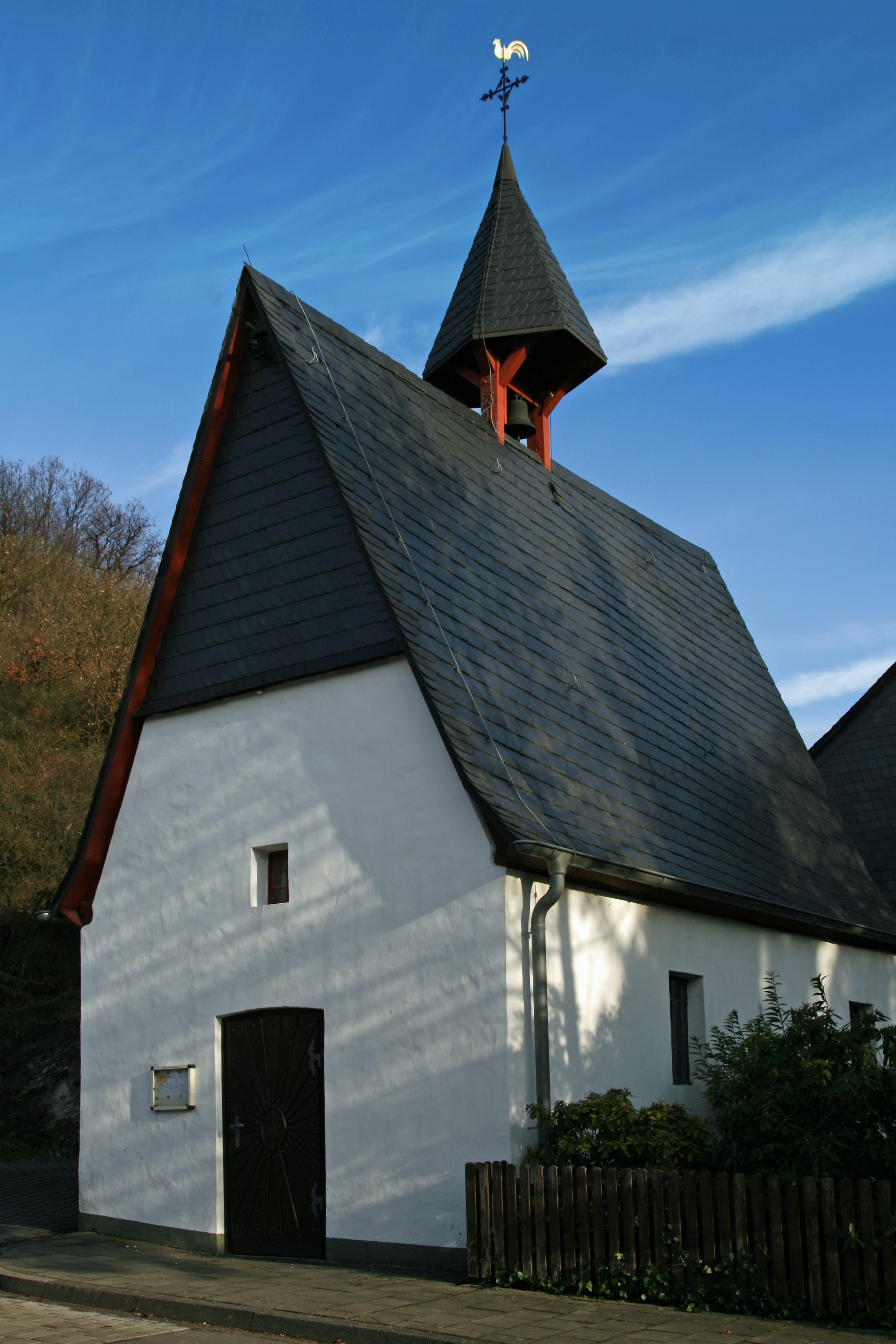
Kapelle Mariä Heimsuchung in Burglahr

Die katholische Kapelle Mariä Heimsuchung in Burglahr, einer Ortsgemeinde im Landkreis Altenkirchen (Westerwald) in Rheinland-Pfalz, wurde in der zweiten Hälfte des 17. Jahrhunderts errichtet. Die Kapelle am Fuße der Burg Lahr ist ein geschütztes Baudenkmal.

## Geschichte
Dem Kurfürstentum Köln unterstand die Lahrer Herrlichkeit. Die Burg war vermutlich bis zum Beginn des 18. Jahrhunderts bewohnt und hatte wohl auch eine Burgkapelle, die wie die Burg dem Verfall überlassen wurde. In der zweiten Hälfte des 17. Jahrhunderts wurde am Burgberg eine neue Kapelle errichtet, die 1851 erweitert wurde.

## Architektur und Ausstattung
Die der Heimsuchung Mariens geweihte Kapelle ist ein Saalbau, der 8,75 m lang und 3,70 m breit ist. Der einschiffige, verputzte Bruchsteinbau schließt mit einem dreiseitigen Chor. Ein kleiner Glockenturm auf dem schiefergedeckten Satteldach sitzt auf der Mitte des Dachfirsts.
Der 3,25 m hohe Holzaltar wird von einer barocken Madonna geschmückt. Die Bleiglasfenster an den Längsseiten wurden im 20. Jahrhundert eingebaut.